# Levon Aronian
Levon Grigor Aronian (Armeens: Լևոն Գրիգորի Արոնյան) (Jerevan, 6 oktober 1982) is een in Armenië geboren schaker die sinds 2021 onder de Amerikaanse vlag speelt. In 1997 werd hij internationaal meester (IM), en in 2000 grootmeester (GM). In mei 2012 had hij een Elorating van 2825 en stond hij tweede op de FIDE-wereldranglijst, achter Magnus Carlsen.

## Jeugd
De moeder van Aronian is mijnbouwkundige en afkomstige uit Armenië, zijn Joodse vader was natuurkundige, afkomstig uit Wit-Rusland.
Hij leerde schaken van zijn grootvader van moederszijde, en omdat hij over talent bleek te beschikken stuurden zijn ouders hem naar een schaakclub in Jerevan toen hij negen jaar oud was. Een paar maanden later nam de woningzoekende Armeense grootmeester Melikset Chatsjan zijn intrek in het ouderlijk huis van Aronian. Khachian werd vijf jaar lang zijn schaaktrainer, en onder zijn leiding werd Aronian jeugdwereldkampioen voor onder de twaalf en behaalde hij in 1997 de IM-norm. Zijn tweede trainer was Arsjak Petrosjan, de schoonvader van Péter Lékó. In 1998 werd hij Europees kampioen bij de junioren. In 2000 werd hem de grootmeestertitel verleend. Zijn moeder poogde sponsorgeld binnen te halen maar omdat dat te weinig beschikbaar was in Armenië, en omdat er voor hem geen plaats werd gemaakt in het Armeense nationale team, ging hij op zijn zeventiende in de Duitse Bundesliga spelen. Toen hij negentien werd gaven zijn ouders hun banen op en verhuisde het gezin naar Duitsland, november 2001. In 2002 won hij in India het wereldkampioenschap voor onder de twintig. Aronian werd als schaker steeds sterker en sinds 2005 behoort hij tot de wereldtop. Sinds 2021 komt hij uit voor de Verenigde Staten, nadat, in zijn woorden, de Armeense regering steeds minder aandacht schonk aan de sport.

## Toernooiresultaten
- In het Essent-toernooi in 2003 eindigde hij met Ivan Sokolov op de tweede plaats na Judit Polgár. In 2004 speelde hij in Antalya mee om het kampioenschap van Europa. Hij werd derde, achter Vasyl Ivantsjoek en Predrag Nikolić.

- In 2005 ging Aronian internationaal een rol van betekenis spelen, hij was de gedeelde winnaar in Gibraltar van het Gibtelecom Masters, het Gibraltar Chess Festival. Hij behaalde 7.5 pt. uit 10, evenals Kiril Georgiev, Zahar Efimenko, Alexei Shirov en Emil Sutovsky. Er deden 120 schakers mee.[3]

- Op het Europees kampioenschap schaken 2005 in Warschau van 18 juni t/m 2 juli van dat jaar eindigde hij als derde, achter Liviu Dieter Nisipeanu en Teimour Radjabov. Van 1 t/m 11 oktober 2005 speelde hij mee in het Karabach toernooi en eindigde daar met 6 uit 9 op de eerste plaats.

- In december 2005 beleefde Aronian zijn definitieve doorbraak naar de wereldtop door de World Chess Cup in Chanty-Mansiejsk (Siberië) te winnen.

- In 2006 eindigde Aronian met 6,5 uit 13 in de middenmoot van het Corus-toernooi. Hij won het jaarlijkse supertoernooi van Morelia/Linares in datzelfde jaar. Dankzij deze toernooizege klom Aronian naar de derde plaats op de wereldranglijst. Verder won Aronian in 2006 nog, samen met Lékó en Ponomariov, het Tal Memorial maar eindigde bij het toernooi in Dortmund met 2 uit 7 in de staart.

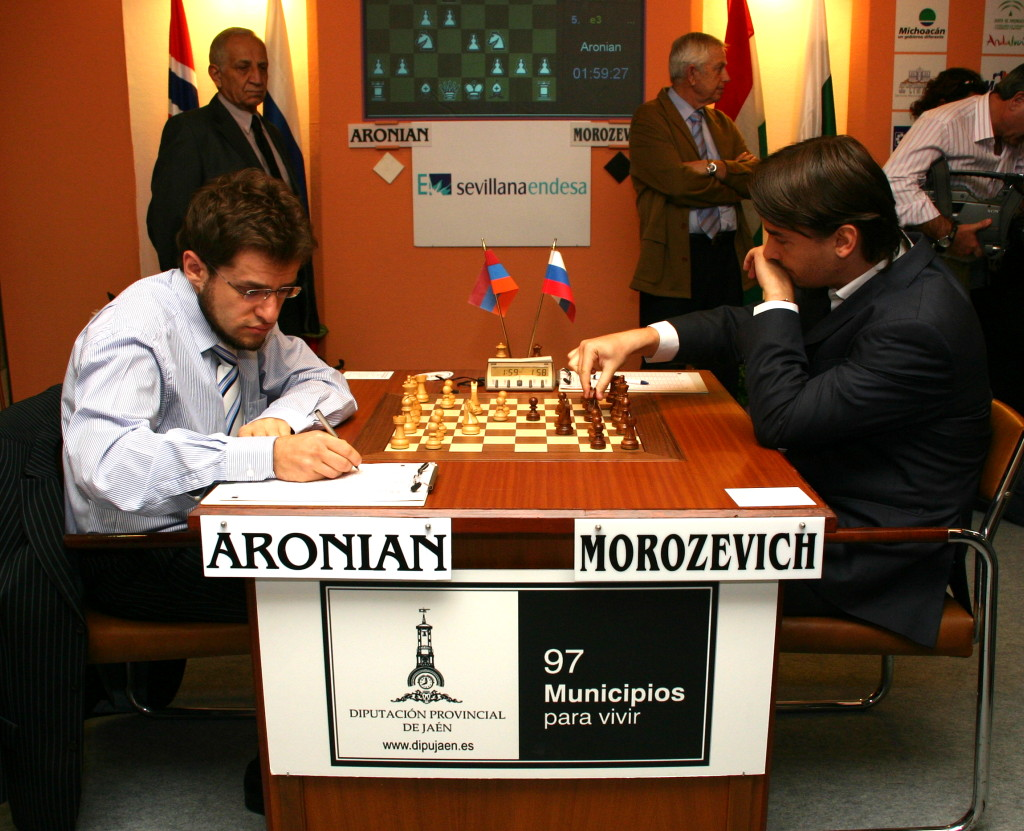
Levon Aronian (links) tegenover Aleksandr Morozevitsj

- In 2007 won Aronian samen met Radjabov en Topalov het Corus-toernooi. In Morelia/Linares eindigde hij op 50 procent. Bij het wereldkampioenschap 2007 eindigde hij op de gedeelde 6e/7e plaats.

- In 2008 was er nauwelijks een top-toernooi waar Aronian niet aan meedeed. Hij won wederom het Corus-toernooi, dit keer gedeeld met Magnus Carlsen. In Morelia/Linares eindigde hij 3e/4e. Hij won het Grand Prix-toernooi in Sotsji, maar eindigde als laatste in het M-Tel Masters toernooi in Sofia. In de Grand Slam finale in Bilbao eindigde hij op 50% en in het Pearl Spring toernooi in Nanking werd hij 2e.

- In 2009 werd hij 2e/4e bij het Corus-toernooi en eindigde in de achterhoede in Linares. Hij won echter de Grand Slam in Bilbao en het Grand Prix-toernooi in Naltsjik. Hij eindigde als tweede bij het Grand Prix-toernooi in Jermuk. Daarmee won hij de Grand Prix en plaatste zich voor de kandidatenmatches in 2011.

- Zowel in 2010 als 2011 was Aronian gedeeld winnaar van het Tal Memorial.

- De kandidatenmatches in Kazan in 2011 werden geen succes. Aronian verloor van Alexander Grischuk.

- In 2012 werd hij ongedeelde winnaar van het Tata Steel-toernooi.[1]

- In 2013 werd hij 2e bij Tata Steel-toernooi. Hij eindigde gedeeld 3e/4e bij het kandidatentoernooi in Londen en won samen met Boris Gelfand het Aljechin Memorial dat deels in Parijs en deels in Sint-Petersburg werd gehouden.

## Privéleven
In 2017 trouwde hij met de 30-jarige Filipijns-Australische Arianne Bo Caoili, het huwelijk werd voltrokken door de Armeense president Serzj Sarkisian. Zij kwam voorjaar 2020 om het leven bij een verkeersongeluk in Jerevan.

## Partij
In 1995 speelden Levon Aronian en Mads Lundberg de volgende partij om het jeugdkampioenschap. Lundberg koos voor de Pirc-verdediging:
1.d4 Pf6 2.Pc3 g6 3.e4 d6 4.f4 e6 5.Pf3 Lg7 6.Ld3 Pbd7 7.e5 dxe5 8.fxe5 Pd5 9.Lg5 Pe7 10.Pe4 0-0 11.Pf6+ Lxf6 12.exf6 Pd5 13.0-0 Te8 14.De1 c5 15.Dh4 h5 16.Lxg6 (1-0)